# 加藤正浩
加藤正浩（かとう　まさひろ、1960年9月生 - ）は日本の経営学者。愛知県出身。現在、龍谷大学経営学部教授。

## 経歴
- 1985年 愛知大学法経学部経済学科卒業。
- 1991年 　　同　大学院経営学研究科博士後期課程修了（経営学修士）。
- 浜松の短期大学を経て、1996年より龍谷大学に奉職。

## 専門分野
- 会計学、財務諸表監査論。
- 担当科目は、会計監査論、簿記入門、現代の企業会計など。
- 研究テーマは、イギリスの職業会計士監査の制度。職業会計士を監査人とする監査における倫理的論証（価値判断形成）。

## モットー
- 「推倒一世之智勇　開拓萬古之心胸」（陳龍川）、「百年後に読まれる研究を志し、未来ある社会を切り拓く学生を育てる」。

## 著書
- 「基礎からわかる　経営分析の技法」共著　（税務経理協会　2008年）

## 所属学会
- 日本会計研究学会
- 日本監査研究学会
- 国際会計研究学会
- 関西監査研究学会